# Mark Ian Price
Mark Ian Price, né le 2 mars 1961 à Crewe dans le Cheshire, est un homme d'affaires, parlementaire et ministre britannique, fondateur d'Engaging Business and WorkL, président de l'écrivain Fair Trade UK et membre de la Chambre des Lords.
De 2016 à septembre 2017, il est ministre d'État au Commerce international du Royaume-Uni.

## Carrière
Scolarisé au Crewe County Grammar School, avant de poursuivre ses études à l'université de Lancaster (B.A.) et au London Business School (M.B.A.).
Ex directeur de la « John Lewis Partnership », il est jusqu'en 2016 chef de la direction de « Waitrose ».
Mark Price est nommé directeur général des associations caritatives du prince Charles : depuis 2010, de la « The Prince's Countryside Fund » et, depuis 2011, de la « Business in the Community ». En Grande-Bretagne il est aussi Life Patron de la « GroceryAid ».
Membre du Parti conservateur, le 29 février 2016 il est créé pair à vie, en tant que baron Price, de Sturminster Newton dans le comté de Dorset, pour entrer à la Chambre des lords; il est à la suite nommé ministre de la Couronne au département du Commerce international.

## Distinctions honorifiques

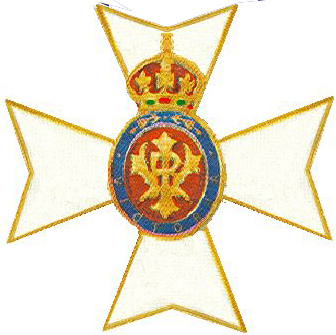
Insigne des CVO

- - CVO (2014)
- - Baron (à vie) (2016).